# フランツ・フラニツキー
フランツ・フラニツキー（Franz Vranitzky、1937年8月4日 - ）は、オーストリアの政治家。1986年から1997年まで首相を務め、1988年から1997年までは オーストリア社会民主党党首も務めた。

## 人物
ウィーンで労働者の家庭に生まれる、1955年に世界貿易高等学院（現在のウィーン経済大学）に進み、修士課程を修了する。1960年にはオーストリアのバスケットボール代表選手としてローマオリンピック予選に選抜された。1960年にジーメンス＝シュッケルト社に入社し経理を担当、その翌年に国立銀行で国民経済担当部門へと転職、1969年には商業経済博士号を取得している。
1970年、当時のハンネス・アンドロッシュ財務大臣から財務省の経済・財務顧問として任命を請け、国際通貨基金や世界銀行で活動を展開し、1976年からはクレディタンスタルト＝バンクフェライン銀行の副頭取、1981年には同行の頭取に就任し、さらに同年にはオーストリア・レンダーバンク（現在のオーストリア銀行）の筆頭役員に就任している。

## 政界への進出
1984年からジノヴァッツ内閣で財務大臣に任命され、1986年から連邦首相を11年務めた。

## 政権
第一次内閣は、連立政権を組んでいたオーストリア自由党の党首に右翼色の濃いイェルク・ハイダーがリベラル派を排除するかたちで就任したことを受け、1986年9月に連立政権を解消、同年の総選挙では10議席を失いつつもオーストリア国民党との連立政権を樹立し、1987年1月に二次内閣を発足させた。

### 外交
当時のクルト・ヴァルトハイム大統領が第二次世界大戦中、国家社会主義学生同盟とナチス突撃隊に所属していた事実から、イスラエルによる大使館の閉鎖、アメリカからヴァルトハイムが危険人物として格付けされるなど、多くの西側諸国との大統領外交を閉ざされ、外交面で孤立する危機を迎えた。
1991年7月8日、フラニツキーは国民議会でオーストリア自由党党首のハイダーが国家社会主義政権下の「秩序ある雇用政策」を肯定的に評価したことに対して、
「私たちは、私たち国民のすべての行為と歴史の中で行ったことに関して、その善悪を認識している。私たちに都合のいいことを受け容れるだけではなく、亡くなった人々へ悪行を認め、謝罪しなければならない。オーストリアの政治家はこの問題を避けていたが、私は今、オーストリア連邦政府の名の下、史観・政治的文化面の基準として、また新たな欧州の政治的文化面の一頁として、新たなとして基準として、このことを明確に言及する。」
として、ヒトラー政権下のオーストリアを犠牲者とみなすだけではなく、戦中における自らの責任に対しても言及した。
また、ベルリンの壁崩壊後、第二次世界大戦後から東西陣営双方の情報収集拠点として立ち回っていた中欧の中立国としての利を生かし、経済的・政治的混乱を乗り切った。